# Regio Esercito

Drapelul Armatei Italiene, model 1860 model.

Regio Esercito (Armata Regală) a fost deumirea sub care au fost cunoscute forțele terestre ale Regatului Italiei de la unificarea țarii în 1861 până la înființarea Republicii Italiene în 1946. După ce monarhia și-a încetat existența, noua denumire a forțelor terestre s-a  modificat în Esercito Italiano. 

## Istoric

### Originile
Regio Esercito și-a început existența odată cu proclamarea Regatului Italiei ce a urmat reunificării (Risorgimento) din 1861, când Statele Papale și-au încetat existența. Decretul de înființare prin care noua armată înlocuia precendenta armată a Regatului Sardiniei (Armata Sarda) a fost semnat de  Manfredo Fanti pe 4 mai 1861.
Primul obiectiv al noii organizații a fost reprimarea briganzilor din sudul Italiei, forțele neregulate, care aveau de multe ori în rândurile lor bande de infractori de drept comun, care nu erau de acord cu desființarea Regatului celor Două Sicilii. Pe 20 septembrie 1870,   Corpul al 4-lea al Armatei Regale au cucerit Roma, are se aflase până atunci sub controlul Statelor Papale. 
Pe 8 februarie 1885, o unitate de aproximativ 1.000 de soldați au debarcat la Massaua, în Eritreea, punând bazele imperiului colonial italian. Forțele italiene au fost înfrânte de către etiopieni în mod zdrobitor în timpul bătăliei de la Adawa, iar înaintarea lor a fost oprită. 
În anul următor, ca parte a colaborării italiene la programul internațional de pacificare după revolta ciprioților împotriva dominației turcești, un corp de soldați italieni a debarcat la Candia. 
Pe 14 iulie 1900, o nouă forță expediționară a fost constituită pentru înăbușirea Revoltei Boxerilor din China și pentru apărarea intereselor puterilor europene din regiune. 
Pe 29 septembrie 1911 a început invazia italiană din Libia. Primele trupe italiene au sosit în Tripoli pe 11 septembrie. Războiul împotriva Imperiului Otoman s-a încheiat cu ocuparea insulelor Dodecaneze în 1912 și a regiunii Fezzan în 1914.

### Primul Război Mondial
Primul test major al armatei italiene a fost dat în timpul Primului Război Mondial. Italienii au luptat în principal pe frontul din nordul țării. Pierderile italiene au fost uriașe:  mai multe milioane de soldați au fost răniți iar aproximativ 700.000 au căzut la datorie. 

### Perioada interbelică
În timpul perioadei interbelice, Italia a reușit să ocupe definitiv Libia și a declanșat invazia din Etiopia. De asemenea, armata italiană a fost implicată în intervenția străină din timpul războiului civil din Spania (Corpo Truppe Volontarie) și cu puțină vreme înaintea declanșării celui de-al Doilea Război Mondial a ocupat Albania. 

### Al doilea război mondial
Armata Regală Italiană a fost una dintre cele mai numeroase forțe militare din timpul celui de-al Doilea Război Mondial. 
După capitularea Italiei în fața aliaților în 1943, armata italiană s-a împărțit între trupele loiale nou înființatei Republici Sociale Italiene pe de-o parte, și „Armata Cobeligerantă din Sud”  (Esercito Cobelligerante del Sud) loială guvernului regal condus de mareșalul Pietro Badoglio.
După proclamarea Republicii Italiene în 1946, „Armata Regală” și-a schimbat numele în „Armata Italiană” (Esercito Italiano).